# آلفين بي كاري
آلفين بي كاري (بالإنجليزية: Alvin P. Carey)‏ هو عسكري أمريكي، ولد في 16 أغسطس 1916 في بنسيلفانيا في الولايات المتحدة، وتوفي في 23 أغسطس 1944 في بريتاني في فرنسا.